# Stazione di Saluzzo
La stazione di Saluzzo che serve l'omonimo centro abitato, è posta sulla linea Savigliano-Saluzzo-Cuneo. Fino al 1986 la stazione fungeva altresì da capolinea della ferrovia Airasca-Saluzzo.

## Storia

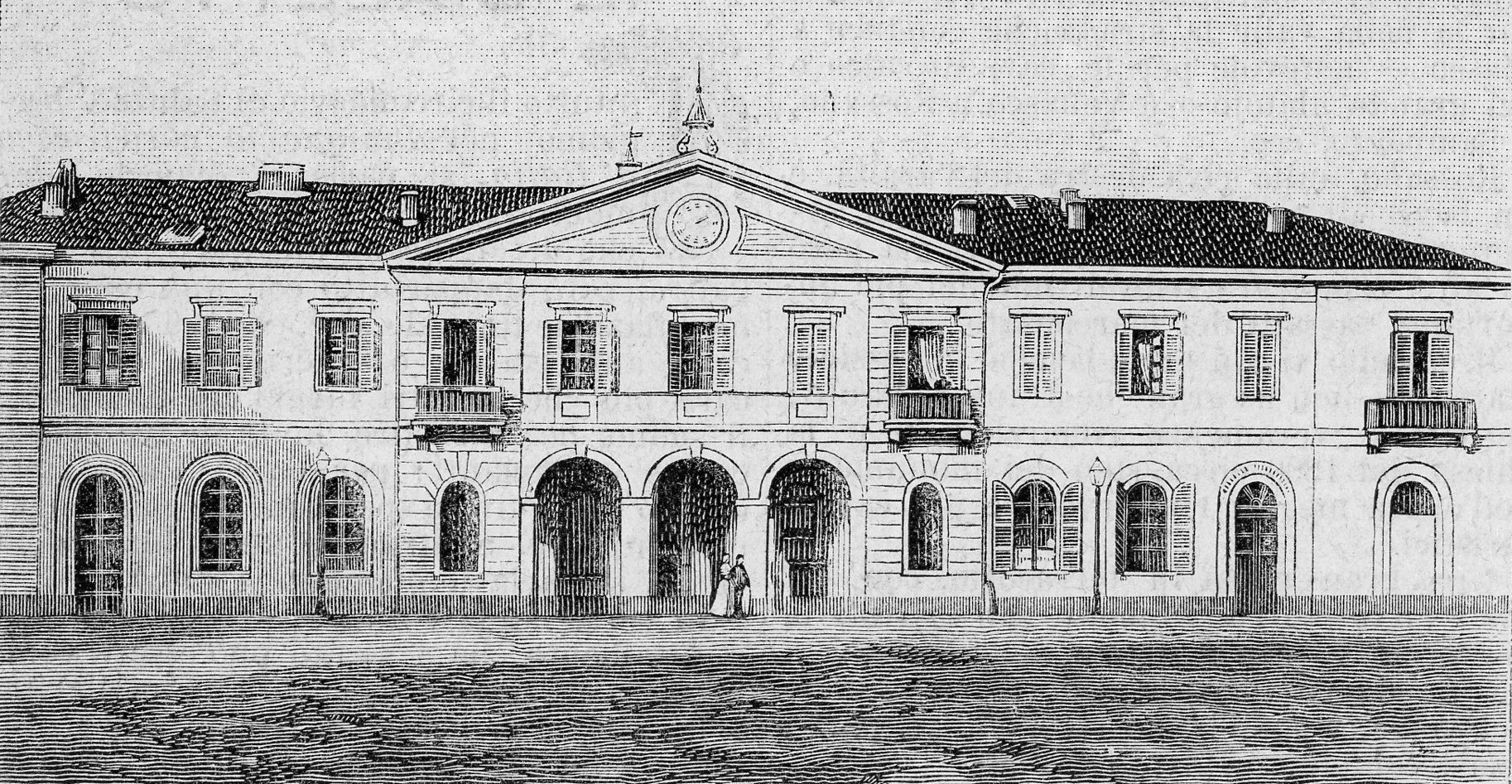
La prima stazione di Saluzzo, posta in piazza Cavour

La prima stazione di Saluzzo, il cui fabbricato viaggiatori è ancora esistente in piazza Cavour, entrò in servizio in concomitanza con l'attivazione della linea Savigliano-Saluzzo, il 1º gennaio 1857. Nel 1859 lo Stato rilevò l'esercizio della linea, e con esso quello della stazione, affidandolo in seguito alla SFAI.
In base alla legge "Baccarini" del 27 aprile 1885, la stazione era stata affidata alla Società per le Strade Ferrate del Mediterraneo, con servizi eserciti dalla Rete Mediterranea.
Il 30 giugno 1885 fu attivata la linea da Airasca e Moretta.
Il 1º giugno 1892 fu attivata la linea per Cuneo, provvisoriamente esercita tramite un regresso dalla linea di Savigliano.
Il 1º giugno 1893 la stazione originaria fu sostituita dall'attuale, posta ad est della città e con fascio di binari passante.
Nel 1905 l'impianto passò alle neocostituite Ferrovie dello Stato.
Lontana dal fronte della prima guerra mondiale e poco interessata anche dalle vicende della seconda, non costituendo obiettivo strategico primario, la stazione di Saluzzo risentì di tali eventi solo per le conseguenti fluttuazioni della domanda di trasporto, iniziando nel secondo dopoguerra un periodo di costante calo dei proventi da traffico dovuto all'avvento della motorizzazione privata e a un orientamento comune non più favorevole al trasporto su ferro.
Nel 1986 venne chiusa la linea Airasca-Saluzzo, rimasta in esercizio, fino al 2017, nel tratto da Saluzzo a Moretta in regime di raccordo per le Officine Milanesio.
Nel 2001 la gestione della linea passò alla neocostituita Rete Ferroviaria Italiana.
Con il cambio orario del 17 giugno 2012 venne sospeso il trasporto passeggeri sulla linea Savigliano-Saluzzo-Cuneo, rimasta attiva per il solo traffico merci. Il servizio è stato poi ripristinato solamente nella direzione di Savigliano il 7 gennaio 2019 e nuovamente sospeso a marzo 2020 a causa della scarsa frequentazione durante la pandemia di COVID-19 in Italia.
Il 27 marzo 2024, il presidente della Regione Piemonte Alberto Cirio ha annunciato che la riapertura al traffico ferroviario dell'intera linea, compresa la stazione di Saluzzo, avverrà nel gennaio 2025. La ferrovia sarà percorsa da treni della Arenaways e si prevede un investimento di circa 40 milioni di euro per il ripristino. 
L’offerta per la linea Cuneo-Saluzzo-Savigliano prevede nel periodo scolastico ventiquattro treni giornalieri nei giorni feriali, di cui quattordici su tutta la tratta, dal lunedì al sabato, e dieci tra Saluzzo e Savigliano, dal lunedì al venerdì; nei giorni festivi otto treni giornalieri su tutta la tratta; nel periodo non scolastico sono previsti dieci treni al giorno, dal lunedì al venerdì, di cui sei sull’intero percorso e quattro tra Saluzzo e Savigliano.

## Movimento
La stazione è servita da treni regionali svolti da Arenaways in direzione Cuneo e Savigliano, nell'ambito del contratto di servizio stipulato con la Regione Piemonte. 

## Interscambi
La stazione era raccordata con la rete tranviaria della Compagnia Generale dei Tramways Piemontesi (CGTP), grazie alla quale era possibile l'interscambio con le linee che si diramavano da Saluzzo:
- Tranvia Torino-Saluzzo/Carmagnola
- Tranvia Saluzzo-Pinerolo
- Tranvia Saluzzo-Cuneo
- Tranvia Saluzzo-Revello-Paesana